# Kingfisher beer
Kingfisher beer är ett indiskt ölmärke och produceras av United Breweries Group med säte i Bangalore. Etiketten visar en art av kungsfiskare. Ölet exporteras till över femtio länder och finns även i Systembolagets beställningssortiment.